# Mad minute
En anglais, le terme mad minute — littéralement « minute folle » — désigne un usage intense d'armes à feu sur une courte période.

## Armée britannique
Le terme mad minute était utilisé dès avant la Première Guerre mondiale dans la brigade britannique des carabiniers (riflemen) pour décrire une séance d'entraînement au cours de laquelle ils devaient à mettre 15 impacts dans une cible ronde de 12 pouces (environ 30 cm) de diamètre, placée à 300 yards (env. 275 m), en moins d'une minute, avec un fusil à verrou (donc nécessitant d'être réarmé après chaque coup). Il s'agissait en général de fusils Lee–Enfield ou Lee-Metford. Ce score n'était pas exceptionnel, de nombreux riflemen arrivaient à mettre plus de trente impacts dans la cible ; le record est détenu par le sergent instructeur Alfred Snoxall avec 38 coups au but.
Cet entraînement faisait partie de la doctrine militaire britannique, selon laquelle « une bataille ne peut être remportée que grâce à une offensive vigoureuse. » Il s'agissait également de mettre à profit les progrès faits dans les armes à feu : un siècle auparavant, un fusil à platine à silex ne permettait de tirer que trois à quatre coups par minute, à une distance de 100 m, avec une précision médiocre.

## Guerre du Viêt Nam
Durant la guerre du Viêt Nam, le terme mad minute désignait un feu nourri d'armes automatiques sur une zone d'embuscade possible.